# Untersiggingen
Untersiggingen ist ein Teilort der baden-württembergischen Gemeinde Deggenhausertal im Bodenseekreis (Deutschland). Bis zur baden-württembergischen Gemeindereform im Jahr 1972 war Untersiggingen eine selbstständige Gemeinde; im Jahr 1972 wurde der Ort mit den fünf weiteren Orten Deggenhausen, Homberg, Roggenbeuren, Urnau und Wittenhofen, sowie einem Dutzend Weiler und zahlreichen Gehöften zur Gemeinde Deggenhausertal zusammengefasst.

## Geographie
Untersiggingen liegt in einem Tal zwischen Gehrenberg (754,3 m ü. NHN) und Heiligenberg (787 m ü. NHN). Durchflossen wird dieses Tal von der Deggenhauser Aach. Der Ort erstreckt sich beiderseits des Baches, wobei der ältere Dorfteil südlich der Aach liegt. Nördlich der Aach liegt lediglich das in den letzten 30 Jahren bebaute Industriegebiet.

## Geschichte

### Herkunft des Ortsnamens
Da die Christianisierung der Region um den Bodensee im 6. und 7. Jahrhundert vom Kloster St. Gallen ausgeht, befinden sich dort die ersten schriftlichen Aufzeichnungen zur Herkunft des Ortsnamens. Der Name „Siggingen“ geht auf den Eigennamen „Sicgo“, einen alemannischen Stammesfürsten aus dem Tal, in dem Untersiggingen liegt, zurück.

### 10. bis 13. Jahrhundert
Aus dem 10. bis 13. Jahrhundert sind mehrere Pergamente erhalten, die über Edelherren und Ritter von Siggingen Zeugnis geben. Die bedeutendsten sind Albert von Siggingen und sein Sohn Rudolf, die im „Siggingertal“ ihren Sitz hatten. Ihre Burg stand in der Nähe des Ortes. Sie wird urkundlich 1288 erwähnt. Von dieser Burg sind heute noch Burggraben, Fundamente und Wehranlagen zu erkennen. Wann diese Burg zerstört wurde, ist nicht bekannt.
Aus dieser Zeit stammt möglicherweise auch das Ortswappen von Untersiggingen: Der Mann mit der Tulpe.

### 18. Jahrhundert
Untersiggingen gehörte bis 1779 dem Spital Überlingen, anschließend bis zur Auflösung des Heiligen Römischen Reiches Deutscher Nation von 1779 bis 1806 zur Grafschaft Fürstenberg-Heiligenberg. 1806 verloren die Fürstenberger die Grafschaft und Untersiggingen kam an Baden.

### 20. Jahrhundert

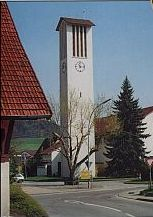
Kirche in Untersiggingen

Im Jahre 1956 bekam Untersiggingen eine eigene Wasserversorgung. 1967 wurde die Schule durch einen Neubau vergrößert.
Seit dem 1. Januar 1972 ist die vormals eigenständige Gemeinde ein Teil der Gemeinde Deggenhausertal.

### Wappen
Blasonierung: In Gold auf einem grünen Dreiberg ein blau gekleideter bärtiger Mann mit blauer Mütze und schwarzen Schuhen, in der Rechten eine rote Tulpe mit grünem Stengel haltend.
Auf der Gemarkung Untersiggingen entstand ein neues Baugebiet für die Industrieansiedlung. Der neue Gemeindebauhof fand ebenfalls in diesem Industriegebiet seinen Standort. Im Westen des Dorfes wurde entlang der Deggenhauser Aach ein neues Baugebiet erschlossen. Dazu konnten im Ort die bestehenden Baulücken geschlossen werden.

## Wirtschaft und Infrastruktur
Untersiggingen hat trotz der geringen Größe des Ortes seit dem Jahre 2007 einen voll sortimentierten Laden, der sich am Eingang des Gewerbegebietes befindet. Dazu gibt es eine Gaststätte und ein Fitnessstudio.
In der alten Schule befindet sich ein Waldorfkindergarten, dazu gibt es den schon seit den 1970er Jahren bestehenden, ehemals kirchlichen und jetzt kommunalen Kindergarten St. Martin.

### Ortsansässige Unternehmen
- Moog GmbH Inspektions- und Sanierungsysteme für Brücken und Tunnel: Die Firma Moog GmbH produziert und entwickelt Hocharbeitsbühnen für Brücken und Tunnel. Diese Firma wurde von Alfons Moog gegründet, als dieser 1980 begann, sein erstes Brückenuntersichtsgerät zu bauen und damit die Zugangspoblematik an und vor allem unter Brücken zu lösen. Die Firma hat heute rund 50 Mitarbeiter und vertreibt ihre Produkte weltweit.
- Kneisler Brünnier-Technik
- Metallverarbeitung Stengelin

### Verkehr
Untersiggingen wird täglich und vereinzelt auch samstags von Linienbussen der RAB-Linien 7381 (Wilhelmsdorf–Überlingen) und 7384 (Ellenfurt–Markdorf) bedient.
Durch Untersiggingen verläuft die Landstraße 204 von West nach Ost, diese kreuzt sich in Untersiggingen mit der Kreisstraße 7744 nach Markdorf.
Durch das Gemeindegebiet verläuft die vierte Etappe des Jubiläumswegs Bodenseekreis, eines 111 Kilometer langen Wanderweges, der 1998 zum 25-jährigen Bestehen des Bodenseekreises ausgeschildert wurde. Er führt über sechs Etappen durch das Hinterland des Bodensees von Kressbronn über Neukirch, Meckenbeuren, Markdorf, Heiligenberg und Owingen nach Überlingen.